# Il ricordo di belle cose
Il ricordo di belle cose (Se souvenir des belles choses) è un film del 2002 diretto da Zabou Breitman.

## Riconoscimenti
- 2003 - Premio César
  - Miglior attrice (Isabelle Carré)
  - Miglior attore non protagonista (Bernard Le Coq)
  - Migliore opera prima
- 2003 - Festival du film de Cabourg
  - Rivelazione maschile (Bernard Campan)
- 2003 - Premio Lumière
  - Miglior attrice (Isabelle Carré)